# Échangeur de chaleur coque et tube

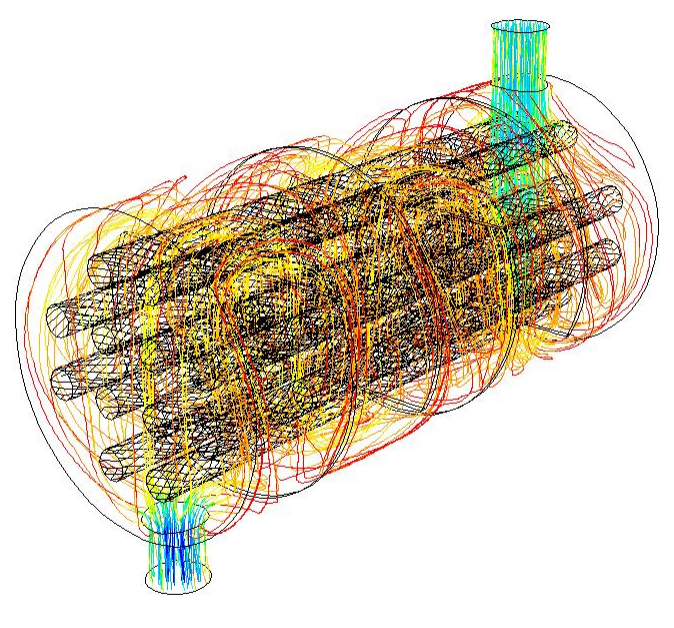
Simulation de circulation de fluide dans un échangeur à tubes et calandre. L'entrée de la calandre est au fond en haut et la sortie au premier plan en bas.

Un échangeur de chaleur coque et tube, ou échangeur thermique à tubes et à calandre (en anglais shell and tube heat exchanger), est un type d'échangeurs de chaleur,. Ce type d'échangeur de chaleur consiste en une coque (ou calandre, un grand récipient sous pression) renfermant un faisceau de tubes. Un fluide parcourt les tubes, tandis qu'un autre circule sur les tubes et à travers la coque, de façon à transférer la chaleur entre les deux fluides. Le faisceau de tubes (ou faisceau tubulaire) peut être composé de plusieurs types de tubes : simples, à ailettes longitudinales, , etc.
Cette classe d'échangeurs convient particulièrement bien aux applications à haute pression et est la plus courante dans les raffineries de pétrole et autres grands procédés chimiques.

## Théorie et utilisation
Deux fluides, de températures initiales différentes, traversent l'échangeur de chaleur. L'un circule à travers les tubes (côté tubes) et l'autre à l'extérieur des tubes mais à l'intérieur de la coque (côté coque). La chaleur est transférée d'un fluide à l'autre à travers les parois du tube, du tube vers la coque, ou inversement. Les fluides peuvent être des liquides ou des gaz, du côté de la coque ou du tube. Afin de transférer efficacement la chaleur, il convient d'utiliser une grande surface de transfert de chaleur, conduisant à l'utilisation de nombreux tubes. De cette manière, la chaleur perdue peut être réutilisée. C'est un moyen efficace d'économiser de l'énergie.
Les échangeurs de chaleur à une seule phase (liquide ou gaz) de chaque côté peuvent être appelés échangeurs de chaleur monophasés. Les échangeurs de chaleur à deux phases peuvent être utilisés pour chauffer un liquide afin de le faire bouillir sous forme de gaz (vapeur), parfois appelé chaudière, ou refroidir une vapeur pour la condenser dans un liquide (appelé condenseur), le changement de phase se produisant généralement côté coque. Les chaudières des locomotives à vapeur sont généralement de grands échangeurs thermiques coque et tube, cylindriques. Dans les grandes centrales électriques équipées de turbines à vapeur, des condenseurs par surface coque et tube sont utilisés pour condenser la vapeur d'échappement sortant de la turbine en eau condensée, qui est recyclée pour être transformée en vapeur dans le générateur de vapeur.

## Conception des échangeurs de chaleur coque et tube
Il peut y avoir beaucoup de variantes dans la conception coque et tube. En règle générale, les extrémités de chaque tube sont connectées à des plénums (parfois appelés boîtes à eau, water boxes) à travers des trous dans des plaques à tubes (tubesheets). Les tubes peuvent être rectilignes ou courbés en forme de U, appelés tubes en U.

Dans les centrales nucléaires à réacteur à eau pressurisée, les grands échangeurs de chaleur, appelés générateurs de vapeur, sont des échangeurs de chaleur biphasés à coque et tube, qui comportent généralement des tubes en U. Ils sont utilisés pour faire bouillir de l'eau recyclée à partir d'un condenseur de surface en vapeur afin de faire fonctionner une turbine pour produire de l'énergie. La plupart des échangeurs thermiques à  tube et à calandre sont conçus en 1, 2 ou 4 passes du côté du tube. Cela fait référence au nombre de fois où le fluide dans les tubes passe à travers le fluide dans la coque. Dans un échangeur de chaleur à un seul passage, le fluide passe par une extrémité de chaque tube et par l'autre.

Les condenseurs de surface dans les centrales électriques sont souvent des échangeurs de chaleur à tube droit en une passe (voir le condenseur par surface pour le schéma). Les conceptions à deux et quatre passes sont courantes car le fluide peut entrer et sortir du même côté. Cela rend la construction beaucoup plus simple.

Il y a souvent des déflecteurs qui dirigent l'écoulement côté coque afin que le fluide ne prennent pas de raccourci côté coque, laissant des volumes à faible vitesse d'écoulement. Ceux-ci sont généralement attachés au faisceau de tubes plutôt qu'à la coque afin que le faisceau puisse toujours être démonté pour des raisons de maintenance.
Les échangeurs de chaleur à contre-courant sont les plus efficaces car ils permettent l’écart de température logarithmique moyen (en) le plus élevé entre les flux chaud et froid. Cependant, de nombreuses entreprises n'utilisent pas d'échangeurs de chaleur à deux passes avec des tubes en U car ils peuvent se briser facilement en plus d'être plus coûteux à construire. Souvent, plusieurs échangeurs de chaleur peuvent être utilisés pour simuler le flux à contre-courant d'un seul grand échangeur.

### Sélection du matériau des tubes
Pour pouvoir bien transférer la chaleur, le matériau du tube doit avoir une bonne conductivité thermique. Comme la chaleur est transférée d'un côté chaud vers un côté froid à travers les tubes, il existe une différence de température dans la paroi des tubes. En raison de la tendance du matériau du tube à se dilater thermiquement différemment à différentes températures, des contraintes thermiques (en) se produisent pendant le fonctionnement. Cela s'ajoute à toute contrainte provenant de pressions élevées provenant des fluides eux-mêmes. Le matériau du tube doit également être compatible avec les fluides côté coque et côté tube pendant de longues périodes dans les conditions de fonctionnement (températures - température de fonctionnement (en) -, pressions, pH, etc.) afin de minimiser les détériorations telles que la corrosion. Toutes ces exigences appellent à une sélection rigoureuse de matériaux de tubes de haute qualité, généralement à base de métaux, à conductivité thermique élevée, résistants à la corrosion, comprenant l'aluminium, les alliages de cuivre, l'acier inoxydable, l'acier au carbone, les métaux non-ferreux, l'inconel, le nickel, l'Hastelloy et le titane. Les polymères fluorés tels que Perfluoroalkoxy alcane (PFA) et l' éthylène-propylène fluoré (FEP) sont également utilisés pour produire le matériau de la tuyauterie en raison de leur grande résistance aux températures extrêmes. Un mauvais choix du matériau du tube pourrait provoquer une fuite (en) à travers un tube entre la coque et les côtés du tube, entraînant une contamination croisée des fluides et éventuellement une perte de pression.

### Applications et utilisations
La conception simple d'un échangeur de chaleur à calandre et à tube en fait une solution de refroidissement adaptée à une grande variété d'applications. L'une des applications les plus courantes est le refroidissement du fluide hydraulique et de l'huile dans les moteurs, les transmissions et les blocs d'alimentation hydrauliques.
Ils peuvent également être utilisés pour refroidir ou chauffer d'autres fluides, tels que l'eau de piscine ou l'air de suralimentation d'un moteur. L'un des avantages de l'utilisation d'un échangeur de chaleur à tube et coque est qu'ils sont souvent faciles à entretenir, en particulier dans les modèles où un faisceau de tubes flottant (dont les plaques à tubes ne sont pas soudées à la coque extérieure) est utilisé.

## Normes de conception et de construction
- Standards of the Tubular Exchanger Manufacturers Association (TEMA), 9th edition, 2009.
- EN 13445-3 "Unfired Pressure Vessels -  Part 3: Design", 2012, Section 13 .
- ASME Boiler and Pressure Vessel Code, Section VIII, Division 1, Part UHX